# Kangasjärvi (sjö i Finland, Mellersta Finland)
Kangasjärvi är en sjö i Finland. Den ligger i kommunen Kivijärvi i landskapet Mellersta Finland, i den centrala delen av landet, 300 km norr om huvudstaden Helsingfors. Kangasjärvi ligger 196 meter över havet. Den är 3,9 meter djup. Arean är 32 hektar och strandlinjen är 2,58 kilometer lång. Sjön  ingår i Kymmene älvs huvudavrinningsområde.   Den ligger vid sjön Koirajärvi. I omgivningarna runt Kangasjärvi växer i huvudsak blandskog.